# Cromartie High School
Cromartie High School (full titel: "Forging Valiantly Ahead!! Cromartie High School") är en japansk mangaserie som skapats av Eiji Nonaka. Mangaserien finns även i en anime-version och storyn har också blivit film, Cromartie High - The Movie, regisserad av Yūdai Yamaguchi.  

## Karaktärer
- Takashi Kamiyama, seriens huvudkaraktär. Röst: Takahiro Sakurai (japanska), Ben Pronsky (engelska).
- Shinjiro Hayashida. Röst: Takuma Suzuki (japanska), Illich Guardiola (engelska).
- Akira Maeda
- Shinichi Mechazawa
- Beta Mechazawa
- Freddie
- Gorilla
- Yutaka Takenouchi